# Il circolo della fortuna e della felicità (romanzo)
Il circolo della fortuna e della felicità (1989) è un romanzo di successo di Amy Tan. La storia racconta di quattro famiglie cinesi statunitensi immigrate a San Francisco, in California, che creano un circolo denominato circolo della fortuna e della felicità durante le festività, mentre mangiano buon cibo e giocano al vecchio gioco cinese del mahjong. Lo stesso libro è strutturato in un modo quasi simile ad una partita di mahjong, contiene infatti quattro parti divise in altrettante sezioni, in modo da creare 16 capitoli. Le tre madri e quattro figlie (una delle madri, Suyuan Woo, muore prima dell'apertura del romanzo) si raccontano le storie delle loro vite in forma di vignetta. Ogni parte è preceduta da una parabola legata al gioco.
Nel 1993, il regista Wayne Wang ha diretto un adattamento cinematografico del libro, anch'esso intitolato Il circolo della fortuna e della felicità. Gli attori principali erano Ming-Na, Lauren Tom, Tamlyn Tomita, France Nuyen, Rosalind Chao, Kieu Chinh, Tsai Chin, Lisa Lu e Vivian Wu. La sceneggiatura è stata scritta dalla stessa Amy Tan, insieme allo sceneggiatore Ronald Bass. Infine, il romanzo è stato adattato da Susan Kim anche in uno spettacolo teatrale, che ha debuttato al Pan Asian Repertory Theatre di New York.

## Personaggi

### Madri
- Suyuan Woo

Durante la seconda guerra mondiale, Suyuan vive a Guilin mentre suo marito è ufficiale dell'esercito a Chungking (Chongqing). Nasce così il circolo della fortuna e della felicità, tra lei e le sue tre amiche, per far fronte alle brutture della guerra. Nonostante ci sia sempre poco da mangiare, le quattro fanno finta che sia festa e parlano delle loro speranze per il futuro. Il giorno dell'invasione giapponese, Suyuan lascia la propria casa portandosi dietro solamente una borsa di vestiti, una borsa di cibo e le sue due figlie, gemelle.
Durante il lungo cammino, Suyuan contrae una grave dissenteria, tanto che crede di stare per morire. Credendo che una madre morta ridurrà di molto le possibilità di salvezza delle gemelle, le lascia sotto un albero spoglio insieme a tutti i suoi averi. Scrive inoltre un bigliettino, chiedendo a chiunque le troverà di prendersi cura di loro e di contattare il padre. Dopodiché Suyuan riparte, aspettando da un giorno all'altro la morte. Tuttavia, viene salvata da un camion di passaggio e viene a sapere che suo marito è morto. Passa del tempo e la donna si risposa, emigra negli Stati Uniti, forma un altro circolo della fortuna e della felicità insieme ad altre tre donne che aveva conosciuto in chiesa, e infine dà alla luce un'altra bambina, Jing-Mei.. Tuttavia il pensiero di aver abbandonato le sue gemelle la assale sempre, e non la abbandonerà fino alla fine della sua vita. Poco dopo la sua morte, il marito di Suyuan riceve la notizia che alcuni conoscenti rimasti in Cina hanno ritrovato le figlie della moglie e chiede consiglio alle amiche della moglie su cosa fare e su come dare la notizia a loro figlia. I due faranno quindi un viaggio in Cina, così che Jing-Mei possa conoscere le sorelle e far avverare il sogno che la madre ha coltivato per tutta la vita.
Il personaggio di Suyuan muore prima che il romanzo abbia inizio, quindi la sua storia viene raccontata dalla stessa Jing-mei, basandosi sulla conoscenza delle storie di sua madre, sugli aneddoti raccontategli dal padre e su ciò che gli altri membri del circolo le raccontano.
- An-Mei Hsu

Durante l'infanzia, An-Mei viene cresciuta dai nonni e dagli zii poiché sua madre, vedova, ha abbandonato la famiglia diventando concubina di un ricco uomo di mezza età. La donna ha profondamente disonorato la famiglia, ed è vietato persino nominarla, ma An-Mei sogna spesso che la madre torni a casa per prendere lei e il suo fratellino. Anche la madre soffre per essere lontana dai suoi figli e un giorno torna davvero e riesce a portare via An-mei, nonostante la famiglia sia contraria.
An-Mei scopre che la madre è stata obbligata con l'inganno a diventare la concubina di Wu-Tsing attraverso le trame della Seconda Moglie, la favorita. Questa donna aveva pianificato che la madre di An-Mei, ancora in lutto per la morte del marito, venisse stuprata da Wu-Tsing. I segni lasciati dalla violenza non lasciarono scelta alla donna, che fu costretta a sposare Wu-Tsing ed a diventare la sua quarta moglie, un grado bassissimo.
Nonostante la madre di An-Mei abbia dato a Wu-Tsing il figlio maschio che tanto agognava, le trame della seconda moglie riuscirono a togliere il neonato, che la donna cresce come figlio suo. La seconda moglie tenta anche di conquistare la fiducia di An-Mei appena la ragazzina arriva nella tenuta, regalandole una collana di "perle" che poi si rivelano di vetro, quando la madre ne calpesta una rompendola.
Wu-Tsing è un uomo altamente superstizioso e la Seconda moglie ha sempre approfittato di questo suo punto debole facendo un falso tentativo di suicidio, minacciandolo di perseguitarlo sotto forma di fantasma se non le avesse dato carta bianca su tutte le decisioni familiari. Secondo la tradizione cinese, l'anima di una persona torna sulla terra dopo tre giorni per saldare i conti in sospeso con coloro che sono rimasti in vita. Wu-Tsing, in questo modo, avrebbe avuto paura di affrontare una moglie arrabbiata o disdegnata. Dopo il finto tentativo di suicidio della seconda moglie, che voleva evitare che An-Mei e sua madre avessero a disposizione una propria casetta personale, la madre di An-Mei si suicida realmente. La donna ha pianificato il tempo della sua morte, in modo che la sua anima tornasse il primo giorno del capodanno cinese, un giorno che serve per tradizione a saldare tutti i debiti, altrimenti il debitore avrà grandi sfortune per tutto l'anno a venire. Spaventato da quest'idea, Wu-Tsing promette di trattare i figli della sua quarta moglie, compresa An-Mei, come se fossero i figli di una Prima moglie. Quando la Seconda moglie tenta di far rimangiare la promessa all'uomo, An-Mei rompe tutte le finte perle della collana che la seconda moglie le aveva regalato, per mostrare alla donna che era ben consapevole di tutti i suoi inganni, simboleggiando anche il suo potere su di lei. La seconda moglie, così, comincia ad aver paura della ragazzina e si rende conto di tutto il cattivo karma che ha accumulato con gli anni.
Più tardi, An-Mei riesce ad emigrare negli Stati Uniti, dove col tempo ha sette figli, quattro maschi e tre femmine. Il figlio più giovane, Bing, annega all'età di quattro anni.
- Lindo Jong

Lindo è una donna dalla volontà di ferro, tratto caratteriale che la figlia Waverly attribuisce al suo segno zodiacale cinese, quello del cavallo. Lindo è una ragazza di buona famiglia e da tempo è stato organizzato per lei un matrimonio combinato con una ricca ed influente famiglia del villaggio. Ma quando Lindo ha solo 12 anni, un'inondazione devasta il villaggio e la sua famiglia perde tutto, la ragazzina viene così costretta ad abbandonare la sua famiglia e a trasferirsi in casa del futuro marito Huang Tyan-yu, giacché gli Huang non intendono perdere il rispetto altrui, ritirandosi da un matrimonio per cui si erano impegnati. Il modo di comportarsi con Lindo è però cambiato e la ragazzina viene trattata al pari di una serva. Dopo alcuni anni in cui i suoceri la addestrano a diventare una casalinga perfetta, all'età di 16 anni viene fatta sposare con Tyan-yu. Il ragazzo è ancora molto infantile e non dimostra nessun interesse fisico per la moglie, che inizia quindi a prendersene cura come se fosse un suo fratello. Tuttavia la suocera di Lindo è arrabbiata perché la donna non ha ancora partorito un nipotino, Inizia così a privare Lindo dei suoi spazi e di tutte le attività giornaliere, ordinandole presto di rimanere a letto a riposo finché non fosse in grado di concepire e partorire un figlio.
Determinata a scappare da questa situazione, la ragazza inizia ad osservare attentamente tutto ciò che succede nella tenuta. Riesce così a concepire un brillante piano per fuggire dai doveri matrimoniali, senza tuttavia dover disonorare sé stessa o la sua famiglia. attraverso diversi "segni rivelatori" creati ad arte riesce a convincere la famiglia di suo marito che l'attuale matrimonio di Tyan-yu avrebbe portato solo disgrazie alla famiglia e che Tyan-Yu era in realtà destinato a sposare un'altra donna, che lavora presso di loro ed è attualmente incinta del suo "figlio spirituale". La ragazza in questione è una serva, incinta ed abbandonata dal fidanzato.
Liberatasi dallo scomodo matrimonio, Lindo decide di emigrare in America, dove sposa un uomo cinese-statunitense di nome Tin Jong, con il quale ha tre figli: i maschi Winston e Vincent, e la femmina Waverly.
Con il tempo, Lindo si pente di aver perso così tanto la sua identità cinese, avendo vissuto per tanto tempo negli Stati Uniti. Durante un viaggio in Cina, infatti, viene trattata come una turista straniera e non come cinese d'origine. Tuttavia, è turbata dal fatto che l'educazione totalmente statunitense di Waverly sia stata la causa dell'erezione di una barriera tra di loro.
- Ying-Ying "Betty" St. Clair

Ying Ying appartiene ad una famiglia ricchissima ed altolocata di Wuxi, è viziata (è figlia di una Prima moglie e tratta con superiorità le sorellastre minori), ma anche curiosa e molto ingenua. Appartiene ad una famiglia molto tradizionalista e conservatrice che le ha inculcato l'idea che una ragazza cinese deve essere docile e gentile, caratteristiche che si scontrano ampiamente con il carattere della ragazzina, appartenente al segno cinese della tigre. Crescendo in questo modo Ying-Ying inizia a sviluppare una personalità passiva, reprimendo tutti i suoi sfoghi e sentimenti. Una volta in età da matrimonio, sposa un uomo carismatico di nome Lin Xiao, che lei stessa non ama, ma crede che le sia stato portato dal destino. Presto il marito si svela crudele, abusa di lei ed ha delle relazioni extraconiugali fin troppo palesi. Quando Ying-Ying scopre di essere incinta, si sottopone ad un aborto e abbandona il marito, decide poi di andare a vivere in una città più piccola, insieme ad alcuni parenti.
Dopo 10 anni, la donna si trasferisce a Shanghai, dove inizia a lavorare in un negozio di abbigliamento e incontra un uomo statunitense di nome Clifford St. Clair. Quest'ultimo si innamora di lei, ma Ying-Ying si sente costretta a non mostrare nessuna delle sue emozioni dopo il primo matrimonio. Clifford la corteggia per ben quattro anni, quando infine Ying-Ying acconsente a sposarlo perché scopre che Lin Xiao è morto. Tuttavia, la donna permette al nuovo uomo di prendere il controllo di quasi qualsiasi aspetto della propria vita, egli infatti traduce in inglese ciò che lei dice, ma moderando e cambiando alcuni significati, e le cambia anche il nome in Betty. Dopo essersi trasferita a San Francisco insieme a Clifford, Ying-Ying dà alla luce la figlia, Lena. Quando quest'ultima ha 10 anni, la madre è incinta per la terza volta, ma il bambino soffre di anencefalia e presto muore. Questo evento scuote il già precario equilibrio della donna che si lascia andare ancora di più alla sua passività e pessimismo
Ying-Ying si preoccupa molto quando si accorge che Lena, appartenente come la madre al segno cinese della tigre, ha ereditato il suo comportamento passivo, e si è invischiata in un matrimonio senza amore nel quale il marito la controlla. Si decide quindi a fare appello alle qualità più determinate della natura della tigre, e racconta alla figlia tutta la sua storia cinese, nella speranza che Lena sia capace di imparare dagli errori della madre e di liberarsi di quella passività che aveva rovinato la maggior parte della sua adolescenza e giovinezza nella vecchia patria.

### Figlie
- Jing-Mei "June" Woo

Jing-Mei non ha mai capito appieno la madre e sembra non avere una direzione precisa nella vita. Durante l'infanzia, Suyuan cercava di spingerla a dare il massimo di se stessa, e sperava che avesse qualche talento in grado di farla diventare una star come Sherley Temple. Le fa prendere anche lezioni di pianoforte, disciplina in cui June è portata ma non particolarmente brillante. Spesso la madre la metteva in competizione con Waverly, figlia di Lindo Jong. Inoltre June ha sentito spesso il peso di essere l'unica figlia dei suoi genitori, in cui riponevano le speranze del futuro, nonché l'unica figlia sopravvissuta di Suyuan.
All'inizio del romanzo, June viene scelta per prendere il posto della madre al tavolo del Joy Luck Club, dopo la morte per aneurisma della donna. Durante quella serata riceve anche la notizia che dei conoscenti della madre hanno rintracciato le sue sorelle. Quando si giunge alla fine della storia, June sta ancora cercando di affrontare sia la morte della madre, sia il suo compito di raccontare alle sorellastre come era la loro madre. Il libro si chiude con il viaggio in Cina di June che si ricongiunge alle sorelle.
- Rose Hsu Jordan

Rose è una donna in qualche modo passiva, ma anche perfezionista. Un'esperienza della sua infanzia la perseguita: mentre era stata incaricata di sorvegliare il fratellino Bing, quest'ultimo annega ed il suo corpo non viene mai ritrovato. Cresciuta, Rose conosce un giovane e rampante medico, Ted Jordan, i due si innamorano e la loro storia viene resa più appassionata in quanto ostacolata dai genitori di lui, che non vorrebbero una donna orientale in famiglia. I due si sposano comunque e incominciano una vita insieme in una bellissima casa. Rose cerca di essere una moglie modello, ma diventa troppo remissiva in ogni aspetto della sua vita. Dopo un'accusa per negligenza, Ted ha una crisi di mezza età e decide di lasciare Rose, che è distrutta dal dolore.  Rose dopo diversi giorni acconsente a parlare con la madre, ed è colpita dal sentire che la donna non la giudica per il fallimento del matrimonio, ma anzi le consiglia di prendere un buon avvocato. Rose prende più consapevolezza di sé e di cosa vuole, e decide che ama troppo la casa dove abita per lasciarla a Ted e alla sua amante. Quando Ted va da lei per negoziare il divorzio, si trova davanti non la donna inerme che credeva di trovare, ma una donna che vuole lottare.
- Waverly Jong

Waverly è una donna indipendente ed intelligente, con una carriera di successo, è divorziata ha una figlia piccola, Shoshana, e un fidanzato statunitense, Rich, suo collega. Anche se non sopporta le continue critiche di sua madre si scopre imprigionata nella sua inconscia paura di deluderla. Durante l'infanzia Waverly e June erano in qualche modo rivali: le loro madri le paragonavano costantemente l'una all'altra, discutendo sui loro sviluppi e talenti. Da ragazzina, Waverly era una dotata campionessa di scacchi, ma lasciò il suo hobby dopo essersi resa conto che sua madre usava le sue vincite per mettersi in mostra e prendersene il merito.
- Lena St. Clair

Sin da bambina, Lena è stata la traduttrice della madre che parla solo cinese. Come suo padre Clifford, la ragazzina traduce le parole di Ying-ying cercando sempre di addolcire e modificare un po' la realtà. Ying-ying ha insegnato a Lena a stare attenta alle conseguenze di tutto ciò che fa, fino al punto che la ragazza ora vede il pessimismo e la negatività in qualsiasi cosa richieda un po' di rischio. Lena è un bravo architetto, ha un marito, Harold, che è anche il suo capo, e come lei è di origine cinese e hanno un gatto, Mirugai. La coppia ha impostato il ménage economico su un sistema contabile preciso, per garantire un' "uguaglianza" nel loro matrimonio, mentre sul lavoro Lena, nonostante sia molto dotata, non ha fatto molta carriera e guadagna poco rispetto al marito., che spesso si prende il merito delle sue idee e del suo lavoro. Anche la casa dove vivono non sembra una vera casa, è molto costosa e ricercata, ma inadatta a crescere una famiglia. Durante la visita di Ying Ying, Lena teme che madre si accorga di ciò che lei cerca di nascondere anche a sé stessa: nel suo matrimonio non c'è amore.

## Tavola dei contenuti
Il titolo dei capitoli è seguito dal nome del narratore, che parla dalla propria prospettiva.

### Piume provenienti da una distanza di milleLi
- Il Joy Luck Club, Jing-mei "June" Woo
- La cicatrice, An-Mei Hsu
- La candela rossa, Lindo Jong
- La signora della luna, Ying-Ying St. Clair

### Le ventisei porte maligne
- Le regole del gioco, Waverly Jong
- Le voci dalla parete, Lena St. Clair
- Metà e metà, Rose Hsu Jordan
- Due generi di figlie, Jing-mei "June" Woo

### Versione americana
- Il marito del riso, Lena St. Clair
- Quattro direzioni, Waverly Jong
- Senza legno, Rose Hsu Jordan
- La migliore qualità, Jing-mei "June" Woo

### La regina madre dei cieli occidentali
- Le gazze ladre, An-mei Hsu
- In attesa tra gli alberi, Ying-Ying St. Clair
- Doppia faccia, Lindo Jong
- Un paio di biglietti, Jing-mei "June" Woo

## Critiche
Sebbene questo romanzo di Amy Tan sia stato ampiamente lodato dalla critica, un autore cinese statunitense di nome Frank Chin l'ha accusato di perpetuare degli stereotipi razzisti. Tuttavia, il regista cinese statunitense Wayne Wang è stato tanto impressionato dalla storia che ne ha creato un film, Il circolo della fortuna e della felicità.